# Kédron d'Alexandrie
Kédron d'Alexandrie  (mort vers 106/109) 4e patriarche d'Alexandrie.

## Contexte
Lorsque les prêtres et les évêques de la région apprirent la mort de l' Évêque Avilius, Patriarche d' Alexandrie ils s'assemblèrent sans cette ville et consultèrent les fidèles chrétiens pour élire Kedronos comme successeur dont on disait de lui qu'il avait été baptisé par Marc l'évangéliste lui-même et ils le consacrèrent comme Patriarche le 7e jour de  Thout soit le  5 septembre 95 A.D. Kedron fut arrêté et martyrisé lors de la persécution menée pendant le règne de l'emperur Trajan. On a dit que la raison de l'arrestation était qu'un des gouverneurs romains lui avait dit : « Pourquoi ne pas partager nos dieux avec ton Dieu et continuer à l'adorer ? » et qu'il lui avait répondu : Parce que nous ne nous prosternons devant avant tout autre. Selon le Synaxaire copte, après avoir dirigé son église pendant 11 ans 1 mois et 12 jours il est martyrisé le 21e jour de  Paoni soit le 15 juin en 106 A.D.
Pour Eusèbe de Césarée il gouverne son église 12 ans et meurt dans la 12e année de Trajan soit 109 A.D. le 5 juin

## Crédit d'auteurs
- (en) Cet article est partiellement ou en totalité issu de l’article de Wikipédia en anglais intitulé « Pope Kedron of Alexandria » (voir la liste des auteurs).